# 明日、ママがいない
『明日、ママがいない』(あした、ママがいない)は、日本テレビ系列で2014年（平成26年）1月15日から3月12日まで毎週水曜日22:00 - 23:00(JST)に、「水曜ドラマ」枠で放送されていた日本のテレビドラマ。主演は芦田愛菜。略称は「明日ママ」。児童養護施設を舞台に、様々な事情で親と離れた子どもたちの目線から「愛すること」・「愛されること」をテーマにしたサスペンスドラマである。
芦田愛菜は、本作が連続テレビドラマ単独初主演。
主演の芦田愛菜と共演の鈴木梨央はこのドラマが初共演となる。
2014年(平成26年)1月11日、ニコニコ生放送にて1万人限定でネット試写会が行われた。放送終了後からGYAO!(配信時は「GyaO!」)やYouTubeの日テレチャンネルなどで一週間限定で最新話が無料配信されていた。

## あらすじ
たった一人の肉親である母親の涼香が傷害事件を起こし、逮捕されてしまったため、児童養護施設に預けられることになった少女・真希。 真希は、児童相談所職員の叶から不気味な風貌の男・佐々木に引き渡され、“コガモの家”という名の施設に連れて行かれる。 佐々木が施設長を務めるコガモの家は、不穏な雰囲気を漂わせる場所。そこで真希は、３人の少女と出会う。 みんな、それぞれの事情で実の親と暮らせなくなった子供たちだった。子供たちは本当の名前を名乗らず、あだ名で呼び合っていた。 ピアノが上手なピア美、家が貧しいボンビ。そして、ポストと呼ばれる少女。 圧倒的な存在感を放つポストは、子供たちのリーダー的存在でもあった。ポストは、真希がコガモの家に来た事情を知っていながら、気遣いのない言葉を投げかける。そんなポストに、真希は反発するのだった。

## 登場人物

### グループホーム「コガモの家」
※ 登場人物の括弧内はドラマ上の年齢。複数話・単話登場の場合は演者名の横の括弧()内に表記。役名は公式HP及び劇中クレジットより引用。
ポスト / 佐々木 キララ(ささき キララ)〈9〉
演 - 芦田愛菜
本作の主人公。赤ちゃんポストに預けられた経緯を持つため、ポストという渾名を自ら名乗っている。施設の子供たちのリーダー的存在でオツボネの相談相手。男勝りで普段はクールに歯に衣着せぬ態度だが、「お試し」で預けられた先の里親には外面良く対応し、また施設の子どもたちには面倒見よく接している。いて座。
赤ちゃんポストに預けられたときに名前が書かれた紙が一緒に入れてあり、その名というのは自他ともに認めるキラキラネームのため、本人は気に入っていない。ヘアゴムをパチパチと弾く癖がある。また異常に鼻が効き、浴室にいながら家の外にいる人物の臭いを感じ取るほどである。
赤ん坊の頃から友則によって育てられた。そのため、友則を面と向かって「魔王」と呼び、タメ口で食って掛かれる人物は彼女だけである。友則によると「あいつは誰よりも俺に逆らう」。
激昂したり、義憤に駆られたりすると手が出てしまう性格で、ドンキに「ポストのくせに」となじられ取っ組み合いの喧嘩に発展し、また、蓮の誕生日にピア美がアミにいじめられているのを見たことで激昂した。腕力も強く、ハンとリュウの胸ぐらを両手でつかみ、二人同時にぶん回したことがある。
娘の死を受け入れられず精神を病んでいた朝倉瞳から自分の娘であると思い込まれる。瞳を助けるために娘のふりをして朝倉宅に通ううちに、本当に瞳を母親として慕うようになってしまい、朝倉の里子となることを希望する。しかし、契約直前で友則から「無理がある」と判断され縁組を破談にされた。なぜ自分の幸せを奪うのかと友則に食って掛かったところ、友則から育ての親としての愛情を持っていることを打ち明けられ、最終的に友則を父親として受け入れ、嫌っていた本名でさえも受け入れた。
ドンキ / 渡辺 真希(わたなべ まき) → 川島 真希(かわしま まき) 〈9〉
演 - 鈴木梨央
もう一人の主人公。母・涼香が恋人を鈍器(灰皿)で殴り傷害で逮捕されたため「コガモの家」に預けられ、その後、釈放された涼香の結婚を機に正式に「コガモの家」の一員となる。9月1日生まれ。A型。おとめ座。
素直で良識的な性格をしており、ポストやピア美に振り回されることがしばしばある。入所当初はポストの言葉に反発し、涼香が迎えにきてくれることを信じて待っていたが、捨てられたことを自覚しポストらとともに現実を生きていくことを決意する。
川島夫妻の家にお試しに行くうちに本当に両親のように愛するようになるが、見捨てられた経験から来る不安から自尊感情が欠落し、他人を不幸に陥れて相対的に自分の価値を上げ、安心感を得るようになる。ロッカーやボンビ、友則などを謀略によって陥れるうちにポストによってその精神的な異変を指摘され、真意を打ち明けた。
涼香が彼氏と別れたことでもう一度迎えに来た際は、どうせ自分はまた捨てられると思い込んでおり(しかし、涼香の捨て台詞から察するに、彼女の予想は正しかったといえる)、大好きな川島夫妻にまた捨てられるくらいなら1度捨てられた涼香にもう1度捨てられるほうがまだ精神的に耐えられるという後ろ向きな理由から、涼香に付いていこうとする。しかし友則とポストの説得によって土壇場で涼香に見切りをつけて里親候補の川島夫婦を選び、真の幸せを得ることが出来た。
ピア美 / 鳥羽 直美(とば なおみ)〈9〉
演 - 桜田ひより
コガモの家の住民。ピアノが得意でポストを尊敬している。元々はお嬢様育ちだったが、父親の会社が倒産した後に母親が蒸発したことでコガモの家へ入所した。10月29日生まれ。B型。さそり座。
ロッカー曰く、自信家で天狗になりやすく、おしゃれ好きでおしゃべり、さばさばしていて、頑張り屋であり乙女心がいっぱいの少女。口癖は「顔だけなら誰にも負けないのに」。高飛車な口調で、意味を知らずに大人びた言葉を使う耳年増の傾向がある。ピアノの才能は五十嵐をして「どこまで伸びるか想像もつかない天才」と称されるほどである。
同級生の蓮に対して思いを寄せており、「蓮きゅん」という愛称で呼んでいる。この蓮をめぐり度々ポストのことを恋敵として敵視することがある。
彼女の父親は発表会をこっそり見に行きながらも、金銭的な理由から娘との生活を諦めていた。ピアノの発表会で演奏を中断し、舞台の上で人目を憚らず号泣してまで「パパと一緒がいい！」という強い思いを表し、それを受け入れた父と6畳一間で共に暮らすことになる。
五十嵐へのレッスン料も払えなくなるため、ピアノを続けることを諦めかけたが、ポストの機転によって五十嵐が無償でレッスンをしてくれることになり、ピアノを続けることができた。
ボンビ / 東條 優衣子(とうじょう ゆいこ)〈9〉
演 - 渡邉このみ
コガモの家の住民。表向きは家庭が貧乏(ボンビー)ということで入所したことになっているが、両親は災害で亡くなっており遺体は未だ見つかっていない。ピア美と同様にポストを尊敬している。みずがめ座。食物アレルギーは牛乳。実はホラー映画が大好き。
両親の死を受け入れられない経緯から妄想癖があり、部屋にアンジェリーナ・ジョリーとブラッド・ピットの写真を飾り、2人を「ジョリピ」と呼んで理想の里親としていた。後に佐々木の機転によって両親の死を受け入れることができた。
東條夫妻をジョリピに似ているという理由から理想の里親として憧れるようになる。しかし、東條が希望するのは男の子であり、少しでも東條と一緒にいたいという思いから、髪の毛をポストに切ってもらい男装をして東條家にお試しに行く。だが、ドンキにそそのかされたハンとリュウにより女の子であることを暴かれてしまい、お試しは頓挫してしまう。一度は東條の里子になることを諦めたものの、その熱意から東條夫妻に気に入られ、念願の養子として受け入れられた。
オツボネ〈17〉
演 - 大後寿々花
コガモの家の住民で、17歳になってもなお施設で暮らす「お局」。眼帯をしており、これは母親が割ったビール瓶の破片による怪我で虹彩異色症を患ったもの。常に白いウサギのぬいぐるみを持ち歩いているため、「オツボネ」という名に変わる前は「ウサタン」という渾名で呼ばれていた。
陰気で鈍くさく、ポストやピア美からも馬鹿にされている。年下のポストに頼っており、自分のもらい手が現れない焦りから、無意識に施設の食料を漁る癖がある。射手座。
通っている高校でも万引きを強要されるなどいじめられていたが、香織に助けられた。ポストから「あんたはお姉ちゃんだ」と言われたり、香織に料理を習うなど交流していくうちに精神的に成長していく。当初はポストの喧嘩を「やっておしまい」と煽っていたが、成長が見られるようになってからは「先に手を出したら負けよ」などと制止するようになった。
高校卒業後は、進学先である看護学校の寮で生活していくことを予定していたが、内心はコガモの家にずっといたいという気持ちを持っていた。それでも、自分の気持ちを抑えこんで出て行こうとするが、佐々木からの言づてで「ここから通えば良い」と水沢に伝言され、コガモの家への残留が決定した。
パチ
演 - 五十嵐陽向(第1話 - 第5話)
コガモの家の住民。ギャンブル(パチンコ)依存症の母親に真夏の締め切った室内に放置され熱中症で死にかけ、発見されて入所。きよみ幼稚園に通う幼稚園児。母親の匂いが残るシャンプーボトルを常に手にしている。ポストとは母子のように仲がよい。おうし座。佐々木が施設から送り出した106人目の子供である。
ニッパチ
演 - 寺田心(第6話 - 第8話)
コガモの家の住民。パチと同様にギャンブル依存の母親に放置されたところを発見されて入所。ニッパチというあだ名は自分から催促して決めた。周囲の女性に対してしきりにチューを求める癖があり、そのせいかパチほど施設のメンバーにはかわいがられていなかった。ギャンブルをやめると決意した実母が迎えに来て、親元に帰っていった。
ハン
演 - 阪本光希(第1話 - 第8話)
コガモの家の住民。4月12日生まれ。A型。おひつじ座。リュウとは一卵性の双子の兄弟でリュウが大好き。やんちゃでいたずら好きだが人の気持ちがわかるリュウと共に双子を希望する牧場を営む里親の養子となった。
リュウ
演 - 阪本颯希(第1話 - 第8話)
コガモの家の住民。4月12日生まれ。A型。牡羊座。ハンとは一卵性の双子の兄弟でハンが大好き。甘えん坊で寂しがり屋だが友達を大切にする里親は双子を希望し、ハンと別れずに済んだ。
ロッカー〈21〉
演 - 三浦翔平(少年期：武田勝斗)
コガモの家の住民。父親によってコインロッカーに置き去りにされた過去を持つ。現在はコガモの家の職員兼調理員として働く。
コガモの家に預けられた最初の子供で、父親殺傷事件後に佐々木によって保護された。自分が父を殺したと思っており、母と交わした約束を勘違いして一切言葉を発することをやめた。そのため常に無口で無表情だが、施設の皆が心を許しており、彼自身も子供達を愛し一人ひとりの情報をノートに書き留めて日頃から接している。
母親から死の直前にロッカーが父親を殺したのではなく自分が殺したと真相を告げられ、強いショックを受け絶望しかけるが、ポストの配慮によって立ち直った。
その後はときどきであるが、言葉を発するようになった。
友則と同じく子どものことを第一に考えており、パチのシャンプーボトルを捨てとけと友則に命令されたにもかかわらず捨てずにパチに返したり、涼香がドンキを迎えに来た際に独断で川島夫妻を呼びに行ったり、朝倉とポストとの縁組を進める友則に思いとどまるよう説得するなど、友則の命令に必ずしも忠実というわけではなく、独断で行動することもある。
佐々木 友則(ささき とものり)〈48〉
演 - 三上博史
常にステッキを手にしている施設長。粗暴かつ威圧的な性格で舌打ちが癖。子供たちを「里親のペット」と断言、恫喝や体罰を以って非情に接し、親を忘れられない子供には容赦無く、子供たちからは「魔王」と呼ばれ恐れられているが、時折情にほだされて優しい一面を見せることもあり、根は悪人ではない。ポストによると「めちゃくちゃ子どものことを考えてる」とのことであり、内心では子供たちに強い愛情を持っていたことが分かる。刑事の経験と100人以上の子どもと接してきた経験からか、ドンキの自尊感情が欠落していることにいち早く気づいたり、ポストの表情を少し見ただけで朝倉の里子に適していないことを見抜くなど、子どもに対する洞察力は鋭い。妻・香織とは別居中だが、車内から遠目で彼女が弁当屋で働く姿を毎日見に来ている。香織のこととなると冷静さを失い、誤解から常連客の親子に喧嘩を吹っ掛け、その子供に対しても大人げない態度を見せてしまう一幕があった。児童養護施設を開設する前は刑事で、夫を殺したロッカーの母親を逮捕した。過去、香織の出産の際に、母体か子どもかどちらか一方の命しか助けられないとの選択を迫られ、香織の命を選ぶ。そのことが子どもの命を助けることを希望していた香織との確執を生むことになった。足を引きずって歩くようになったのは、子供を亡くしたときの無念さからサッカーのゴール・ポストを何度も蹴り、自らの足を破壊したことによる後遺症である。愛車はボルボ240。
自らの子供を殺した贖罪のため、108人の子供を里子に出そうとしている。
調理担当のロッカーが不在時には炊事も担当するが、料理の腕は最悪でロッカーのレシピを見ても施設の児童全員が顔をしかめるほどまずい味である。
「108人の子供を里子に出す」という目標を達成した後は、自身が赤ん坊から育て上げたポストへの愛情から彼女を娘として暮らす決意をした。

### 横浜東児童相談所
水沢 叶(みずさわ かない)〈25〉
演 - 木村文乃
職員。無表情で生気が見られないが、子供・里親問わず淡々と接する。子供たちの幸せを第一に願っており「子どもにも親を選ぶ権利がある」との信念の下、本来なら規則違反とされる里親候補の資料を佐々木に見せている。子供たちが付けたあだ名は「アイスドール」(本人はこのあだ名をあまり気に入っていなかった)。
自らも施設出身者である。子どものころ、親に「早くしなさい」と強く手を引っ張られていたことがトラウマとなり、誰とも手が繋げなくなる。
過去、愛情を求めるうちに、何が愛情なのかがわからなくなり、金に執着するようになったことがある。
ロッカーに特別な信頼を置いているようであり、たびたび自分の苦悩を打ち明けている。ロッカーの実母が他界した際、ポストとロッカーが手を繋いでいるのを見て自分もロッカーと手を繋ぐことを試み、トラウマを克服できた。
岩本と結婚の予定があり、結婚した後は仕事を辞め家庭に入ることが条件となっていた。しかし、友則に「残された子供はどうなるのか」と叱咤され、子どもたちのために自分は何が出来るかと考えた結果、市議会議員に立候補することを決意し、婚約を破棄した。

### その他
東條 祐樹(とうじょう ゆうき)〈28〉
演 - 城田優
高級住宅街に住むセレブ。ボンビに密かに「ジョリピ」の愛称で「理想の親」として憧れられている。子供に恵まれず、ボンビを介して知った「コガモの家」に養子縁組の斡旋を依頼する。当初は男の子を希望していたが、ボンビの真意に触れ最終話で引き取ることを決意した。
マリア
演 - Mailys Robin
東條の妻。フランス語しかしゃべれないため、東條が通訳する。
レイカ
演 - 舞優
東條の姪。子供がいない東條に頼まれて週に1回、東條家に遊びに来ている。ボンビは彼女を東條の娘だと思っていたが、間違いが発覚した後はボンビを東條に紹介した。
笹塚 蓮(ささづか れん)
演 - 藤本哉汰
ポスト達のクラスメート。容姿端麗、家が裕福、親が政治家と三拍子揃ったイケメンで、女の子からとても人気があり、誕生会を開いた際には出席者のほとんどが女の子であった。ピア美から好意を持たれているが、自身はポストに好意を持っている。ポストには想いを伝えたが、特段の反応は無かった。それでもピアノコンクールにおいて「金賞を取ったら少しは見直してくれるかな」「僕のことも少しは応援してほしいな」とたびたびアプローチしているが、ポストの反応は今ひとつである。音楽大学で教授を務めている五十嵐は彼の伯母にあたる。「男子がピアノなんて恥ずかしくて」という理由でピアノが得意であることを隠していた。一度はコンクールにおいてピア美に打ち勝つが、実は五十嵐がピア美を天狗にしたくないとの理由からピア美の点数を低く付けたためであった。蓮自身もピア美のほうが上であることを認めている。
佐々木 香織(ささき かおり)〈40〉
演 - 鈴木砂羽
友則の妻。当初はドンキから「謎の女性」だと思われていたが、友則の言動や行動から彼の別居中の妻だと気付く。夫の友則とは接触せず、アパートで独り暮らしをしながら弁当屋で働いている。過去に男の子を流産しており、友則がそれを自分のせいとして現在の活動をするきっかけとなった。友則が子どものために努力している間、別の男性と関係を持っており、その負い目から友則の「今でも愛している」という言葉を受け入れられず、自分のやることに向けて遠くに引っ越していった。
渡辺 涼香(わたなべ りょうか)
演 - 酒井美紀(第1話・第8話)
真希の実母でシングルマザー。一見善人のように振る舞っているが、その実非常に自分勝手で娘に対する愛情も薄く、ある意味では佐々木とは対照的な人物であるといえる。恋人を灰皿で殴り傷害事件を起こして逮捕される。後に、その恋人と結婚するため、邪魔になった真希を用済みとばかりに「コガモの家」に捨てる。その後、恋人と別れ真希を迎えにくる。しかし、佐々木らの機転で土壇場になって川島夫妻を選んだ真希によって完全に見限られ、皮肉にも今度は自分が捨てられることになった。直後、怒り任せに「産んでやった恩も忘れた子」「どうせ私の足手まといになる」などと捨て台詞を吐いて去っていった。
川島 剛志(かわしま たけし)
演 - 松重豊(第2話・第5話 - 第8話)
川島 美鈴(かわしま みすず)
演 - 大塚寧々(第2話・第5話 - 第8話)
上記2名はドンキの里親候補者の夫婦。過去に病気が元で自分の子供が望めなくなった。
ドンキは一度、「幸せすぎて辛い」という理由からこの夫婦との縁組を断った。代替としてポストがこの夫婦の元にお試しに行く予定だったが、ポストの配慮によって再びドンキがお試しに行くことになる。
二人とも暖かい愛情でドンキを包み込むが、特に美鈴はドンキのことを実の娘のように溺愛しており、ポストがドンキの代わりにお試しに行くことになったときも「どうしてもあの子(ドンキ)がいい」と剛志に懇願したり、ドンキの精神的不調から水沢の判断でお試しを中止する旨を伝えたところ「あの子と一緒にいたい。自分たちがケアする」とお試しの中止を拒否したり、涼香がドンキを迎えに来た際には「せめてお別れぐらいはきちんと言いたい」と涙を流した。ポストや友則の尽力もあり最終的にドンキを里子として正式に引き取ることになった。
アミ
演 - 甲斐恵美利(第2話・第4話・第7話)
レミ
演 - 井上華月(第2話・第4話・第7話)
ユミ
演 - 飯島緋梨(第2話・第4話)
上記3名はポストたちの同級生。意地の悪い性格でポストたちを施設の子だと馬鹿にし、たびたびいやがらせをする。
鳥羽
演 - 別所哲也(特別出演)(第5話・第8話)
ピア美の父親。2代目を継いだ会社を倒産させ、妻には逃げられ、多額の借金を背負い自己破産した。そのため、経済的に困窮しておりピア美をコガモの家に預けた。ピア美の才能を幼いころから見出しており、彼女がピアニストとして大成することだけを生きる支えとしていた。そのため、ピア美の邪魔をしたくないという気持ちから彼女への接触を避けてきたが、友則の説得や、ピア美の「ピアノなんか要らない。パパと一緒がいい」という思いを汲み最終的に共に暮らすことを決めた。
五十嵐 みどり(いがらし みどり)
演 - 高橋ひとみ(第5話 - 第6話・第8話 - 最終話)
蓮の伯母。音楽大学教授でピア美の才能を見出す。ポストに「天才ピアニストの恩師と言われたくないのか」と諭され、ピア美に無償でレッスンを施すことに決めた。
岩本
演 - 川村陽介(第5話・第8話)
叶の彼氏。エリート志向が強い。
朝倉 亮(あさくら りょう)
演 - 吉沢悠(第7話 - 最終話)
ポストたちの新たな担任。ポストを里子にもらうことが瞳のためになるのでないかと思い、縁組を進める。
朝倉 瞳(あさくら ひとみ)
演 - 安達祐実(第7話 - 最終話)
亮の妻。娘・愛の事故死を受け入れられず、精神を病む。ポストを愛だと思い込み、毎日通うポストと楽しい日々を送っていたが、ときどき現実に戻り本当の愛のことを思い出すことがあり、そのことを友則に指摘され、ポストが愛ではないという現実を受け入れた。

### ゲスト

#### 第1話
ダイフク  / 小田中 鉄也(こたなか てつや)
演 - 田中奏生
「コガモの家」出身者。渾名は親が大福を手土産に預けてきたことに由来。気弱な性格。ラーメン店主夫婦のもとに「お試し」を経て里子となった。
加藤 一郎
演 - 店長松本
加藤 久子
演 - 池津祥子
上記2名は中華食堂「末広軒」を夫婦で営む。｢お試し｣を経てダイフクの里親となる。
細貝 晴美
演 - 櫻井淳子
細貝
演 - 西村和彦
上記2名はポストの里親候補者。

#### 第2話
安田 美智子
演 - 江口のりこ
安田 裕
演 - 長谷川朝晴
上記2名はパチの里親候補者。夫が男性不妊症のため子供が出来なかった。

#### 第3話
吉田 アズサ
演 - 優希美青
正一郎・弓枝の実子。元は体操競技の選手だったが、平均台練習中に着地に失敗し両脚が動かなくなり、リハビリするも両親の関心を引きたくなり、自己暗示で脚が動かなくなる。実際は既に治りかかっており、ポストと共にリハビリに励む。しかし、両親の離婚を知ったショックで、自分の足を傷つける自傷行為を起こし、救急車で病院に搬送されてしまう。その後の動向は不明のまま、オツボネとの関係が崩壊してしまった。
吉田 弓枝
演 - 澤田育子
吉田 正一郎
演 - 吉野容臣
上記2名はポスト、オツボネの里親候補者。正一郎はロサンゼルスを拠点に活動する国際弁護士、弓枝は占星術師。娘・アズサや吉田夫妻は普段はそれぞれの場所で離れて生活しており、娘がいる家に帰ってくることが滅多に無く、3人はビデオチャットで会話をしていた。弓枝の意向で射手座の子供を望む。しかし、双方はアズサに私生活の心配はなく、別居中に既に離婚が成立した。
三田村
演 - 犬山イヌコ
吉田家の家政婦。無表情で必要以上のことはしゃべらない。
オツボネの母親
演 - 西尾まり
オツボネの実母で「スナック篤子」のママ。施設から抜け出し実家に帰ってきた娘をスナックで働かせた辺り、オツボネへの愛情は薄い(子供は所有物感もある)様子。

#### 第4話
ボンビの伯母
演 - 遠山景織子
ボンビの母親の一卵性の双子の姉。妹とは「泣きぼくろの位置」などの細部を除けば全く同じ顔である。
酒井 祥子
演 - 林田麻里
酒井 大輔
演 - 杉田吉平
上記2名はボンビ、ポストの里親候補者の夫婦で「サカイ自転車」を営む。ボンビが初めて挑戦したお試し先でもある。

#### 第5話
山口
演 - 松林慎司
山口 潤子
演 - 高橋かおり
上記2名はパチの里親候補者。夫婦であめ工房山口を営む。

#### 第6話
文香
演 - とよた真帆
ロッカーの母親で、息子を守るためにDV夫を刺殺した。全身がんに患されており、寝たきり状態となっている。その後、留置先の刑務所でロッカーと再会を果たした。しかし、ロッカーが再び刑務所に訪れた後、ほどなくして息を引き取る。
ロッカーの父親
演 - 伊藤明賢
ロッカーの父親。極めて自己中心的かつ暴力的な性格の持ち主で、夜泣きを嫌ってコインロッカーに息子を置き去りにした。その後、恐喝や詐欺など数々の罪に手を染め刑務所に収容されていた。刑期を終えて帰宅した後に再び妻に暴力を振るい、母を守ろうとしたロッカーに突き飛ばされた。ロッカーはこの時に自分が殺したと思い込んでいたが、実は気絶していただけでその後妻によって刺殺される。
美幸
演 - 内田慈
自宅前で夫に暴力を振るわれた女性。その現場を目撃したロッカーは女性を助けようとするが、過去の記憶から相手男性に対して度をこした暴力を働いてしまう。
男性
演 - 井澤崇行
自宅前で美幸に暴力を振った男性。その様子を見てトラウマを蒸し返されたロッカーにより、手酷く痛めつけられる。

#### 第8話
ニッパチの母
演 - 中島陽子

## スタッフ
- 脚本監修 - 野島伸司
- 脚本 - 松田沙也
- 音楽 - 羽毛田丈史
- 演出 - 猪股隆一、鈴木勇馬 / 長沼誠(日テレアックスオン)
- 主題歌 - コトリンゴ「誰か私を」(commmons)
- 演出補 - 田部井稔、後藤克樹
- タイトルバック - 西村了
- 美術 - 高野雅裕、渡辺俊太
- スタントコーディネーター - 出口正義
- カースタント - 佐藤秀美
- 児童養護施設監修 - 岡本忠之
- ダンス指導 - あさづきかなみ
- ピアノ指導 - 東ゆかり
- ピアノ吹替・演奏 - 松崎加奈
- 劇中料理 - 赤堀博美
- 医療指導 - 菅野秀宣
- 看護監修 - 柿本志保
- 特殊メイク - 藤原カクセイ
- チーフプロデューサー - 伊藤響
- プロデューサー - 福井雄太、難波利昭(日テレアックスオン)
- ラインプロデューサー - 大塚泰之
- プロデュース補 - 渡邉美郁、大護彰子、加藤晶子、侭恵子
- 制作協力 - 日テレアックスオン
- 製作著作 - 日本テレビ放送網

## 放送日程
| 各話                                                     | 放送日        | サブタイトル                                            | 演出     | 視聴率 |
| -------------------------------------------------------- | ------------- | ------------------------------------------------------- | -------- | ------ |
| 第一話                                                   | 2014年1月15日 | 愛を失った少女。捨てられたんじゃない 私が親を捨てたんだ | 猪股隆一 | 14.0%  |
| 第二話                                                   | 1月22日       | 9歳の母性本能。いたいけな少年を救え                     | 猪股隆一 | 13.5%  |
| 第三話                                                   | 1月29日       | ウサギの赤い涙。親のいる子も寂しい？                    | 長沼誠   | 15.0%  |
| 第四話                                                   | 2月05日       | 少女の悲しいヒミツ 母親の幽霊は語る…                    | 猪股隆一 | 13.1%  |
| 第五話                                                   | 2月12日       | 超絶美少女のピアノ パパはここにいる…                    | 鈴木勇馬 | 11.6%  |
| 第六話                                                   | 2月19日       | 物言わぬ少年へ。愛と魂の大演説を聞け                    | 長沼誠   | 11.5%  |
| 第七話                                                   | 2月26日       | 私のママでいい？                                        | 猪股隆一 | 11.8%  |
| 第八話                                                   | 3月05日       | 少女が旅立つ時。子供たちの流す涙の訳                    | 長沼誠   | 11.8%  |
| 最終話                                                   | 3月12日       | 私の名前を呼んで…最後までありがとう                     | 猪股隆一 | 12.8%  |
| 平均視聴率 12.8%(視聴率は関東地区・ビデオリサーチ社調べ) |               |                                                         |          |        |

## 番組への反応

### 慈恵病院
初回放送後、国内唯一の赤ちゃんポスト「こうのとりのゆりかご」を運営する慈恵病院が「フィクションだとしても許される演出の範囲を超えている」として、番組の放送中止や内容の再検討などを求めた。また、赤ちゃんポストに預けられていた子供が「ポスト」と呼ばれることについて「精神的な虐待、人権侵害にあたる」と批判し、養護施設の描き方についても「現実と懸け離れたシーンが多すぎ、誤解や偏見、差別を与える」として、子どもたちや職員への謝罪を求めた。
慈恵病院は2014年1月22日、BPOの放送人権委員会に審議を求める申立書を送付した。なお、慈恵病院の番組に対する批判と見解は、番組終了後も病院公式サイトに掲載されている。
これに対し、日本テレビ総合広報部は「慈恵病院が会見を行われたことは承知しております」とした上で、「ドラマは子どもたちの心根の純粋さや強さ、たくましさを全面に表し、子どもたちの視点から『愛情とは何か』を描くという趣旨のもと、子どもたちを愛する方々の思いも真摯に描いていきたい」として第2回以降も予定通り放送を続けるとし、「ぜひ最後までご覧いただきたいと思います」とコメントした。関係者は「全話を見ていただくとわかってもらえると思う。そういう受け止め方をされたのは残念」と話した。

### 全国児童養護施設協議会
2014年1月21日には全国児童養護施設協議会(全養協)と全国里親会が会見を開き、「視聴者の誤解と偏見を呼び、施設で生活している子どもたちの人権を侵害しかねない」と批判した上で、子どもへの差別や偏見を助長するような表現を改めるよう求めた。
これに対し、日本テレビ総合広報部は「制作にあたっては、児童養護施設の子どもたちの尊厳を冒さぬよう配慮するとともに、偏見を助長することのないよう留意しています。しかしながら、このたび『子どもたちへの配慮が足りない』などのご指摘をいただいたことも真摯に受け止め、今後とも内容には細心の注意をはらってまいります」とコメントした。
2014年1月27日に開かれた日本テレビの定例会見では、当初の予定通り全9話を放送し、脚本や演出の大幅な変更は予定していないことが発表された。大久保好男社長は「抗議やご意見を重く受け止めるが、そのこととストーリーを変えることは必ずしもイコールではない。重々承知の上でドラマ作りが続けられていくと思う。最後まで見ていただければ、理解をいただけると思う」と語った。佐野譲顕制作局長も出席し、「ストーリーは完成している。各団体から指摘いただいていることは真摯に受け止めているものの、ストーリーなどを変更することはなく、最後までいけると確信しております」「子供たちの視点で愛情とは何かを描きたい。3、4、5話を見ていけば、制作の意図が分かっていただける、支持者が増えていくのではないかと思う」とコメントした。スポンサーがCM放送を見合わせていることについて大久保社長は「スポンサーが社名提供表示をやめるという事実はあります。我々の意図を理解してもらいたいということで、(スポンサーに)理解を求めている最中です」と話した。視聴者センターへ寄せられる声については「数は控えたいが、かなりの声があることは事実。非難の声もある一方で、推奨の声もある。2話目の放送以後は初回放送後より推奨の声が多い。施設で育った方からも『続けてくれ』との声が多い。賛否両論という状態」とコメントした。
2014年1月29日には全養協が「この作品のために子供たちが辛い思いをした事例が15例ある」とする報告を発表した。これを受けて、日本テレビは「30日に番組責任者が直接お目にかかり、誠意を持ってお話をさせていただく」とコメントを発表した。1月30日に番組制作関係者が全養協を訪れ、同協議会に対し「申し入れを真摯に受け止め、改善を検討したい」と説明し、「2月4日までに具体的な変更点を提示する」と伝えた。2014年2月4日には佐野譲顕制作局長ら2人が全養協を訪れ、要望書に対する回答書を手渡した。
2014年2月5日に全養協は記者会見し、日本テレビから「施設の子供が傷ついたりすることはドラマの意図するところではなく、重く受け止め、衷心より子供たちにおわび申し上げます」とする回答書を受け取ったことを明らかにした。また回答書によると「事前に協議会に施設の実情を詳細に伺い、表現上留意すべき点を慎重に確認する必要があった」とした上で、「これまで以上に子どもたちに配慮していく」として、ストーリーは当初の構想に沿って展開するが、誤解がないように細部で注意を払うという。これを受けて協議会の藤野興一会長は「当方の主張をご理解いただき、今後のドラマ展開に一定の改善が図られると受け取った。今後も放送を見守りたい」とコメントした。

### 日本の国会
2014年2月3日の第186回国会・衆議院予算委員会で中田宏(日本維新の会)がこの問題を取り上げて質問し、これに対して田村憲久厚生労働大臣が「児童養護施設の子どもに与えている影響について調査したい」と答弁した。

### スポンサーの対応
第1回の放送では提供スポンサーが9社おり、その時点で1社が個別の事情でクレジット表示を見合わせていたため、残りの8社がクレジット表示されていた。
第2回の放送では、全社がスポンサー表示を自粛し、実質的にパーティシペーション状態（スポットCMに準じる）となった。このうち3社はCMの放送も自粛した。各社とも「視聴者や関係者の意見を総合的に判断しました」として、ACジャパンの公共広告に差し替えられた。
第3回以降の放送では、ついに全社がCM提供を取りやめ、ACジャパンの公共広告に差し替えられた。いずれもスポンサー契約自体は継続された。当初、第3回放送を前にした毎日新聞の取材では1社のみは予定通りCMを放送し、既にCM提供を見合わせていた企業を除いた他の協賛各社についてはCMの提供をするか否かを検討中としていた。
番組提供スポンサーに加え、パーティシペーション扱いでCMを提供するスポットCMの契約社の中からも、同枠でのCM放送を避けたい旨の要望が日本テレビに寄せられていると報じられた。
第4回の放送では番組内ではスポットCMを放送せず、本編終了後に放送する形で対応した。
以降の放送では、番組本編中のCM枠ではACジャパンの公共広告や番組宣伝のみが流れ、本編終了も22:55頃となり、本編終了後は同時期の土曜ドラマ『戦力外捜査官』の15秒告知に続いて次時間帯のニュース情報番組『NEWS ZERO』のクロスプログラムが30秒間流された後、23:00まで約3分間のステーションブレイクが設けられるようになった。

### 評論家による評価
ライターの吉田潮は放送途中の2月4日に発表されたインターネットコラムでドラマとしての質を分析し、制作側が大人と子供の目線の兼ね合いに失敗したことが騒動の原因となったのではないかと評した。作中で子供がつけるあだ名についても、子供の無邪気さゆえの残酷さを表現したかったのだろうが、子役たちのこまっしゃくれた演技や、養護施設や施設長のキャラクターがおどろおどろしく表現されたことが「大人の目線」であり、これが差別的でふざけたものと受け取られたこと、ファンタジーに逃げて題材を見えづらくしたことが問題を生んだのではないかと指摘している。また、エンターテインメント性を優先するあまり、養子縁組を希望する夫婦についても子供を望みながら長年の不妊治療に心身ともに疲れ果てた現実の希望者の気持ちを「木端微塵に粉砕」したと批判しつつも、スポンサーが撤退するなど当事者以外の過剰反応による制作側の委縮には懸念を示した。